# Las Lauras
Las Lauras är en ort i Mexiko.   Den ligger i kommunen Acapetahua och delstaten Chiapas, i den sydöstra delen av landet, 800 km sydost om huvudstaden Mexico City. Las Lauras ligger 6 meter över havet och antalet invånare är 393.
Terrängen runt Las Lauras är mycket platt. Runt Las Lauras är det ganska tätbefolkat, med 60 invånare per kvadratkilometer. Närmaste större samhälle är Acapeteahua, 13,8 km nordost om Las Lauras. Trakten runt Las Lauras består huvudsakligen av våtmarker.